# Frank Worthington
Frank Worthington, född 23 november 1948 i Halifax, West Yorkshire, död 22 mars 2021 i Huddersfield, West Yorkshire, var en engelsk professionell fotbollsspelare
Worthington började sin karriär som anfallare i Huddersfield Town AFC 1966 innan han började spela för Leicester City 1972. Där blev han kvar till 1977 då han fick kontrakt med Bolton Wanderers.
Under sin tid i Bolton hann Worthington med att vara utlånad till den nyligen uppstartade amerikanska proffsligan. 21 matcher (10 mål) hann det bli i Philadelphia Fury innan det var dags att bege sig tillbaka till England igen. Denna gången bar det av till Birmingham City.
Åter igen blev han utlånad och denna gången till Mjällby AIF. Där blev han snabbt en publikfavorit – lika mycket för sitt trolleri på plan som sitt extravaganta liv utan för den. Dock blev det bara tio matcher (4 mål) i Mjällbys gulsvarta tröja innan han återigen vände tillbaka till England och Leeds United.
Andra klubbar han representerat är Sunderland, Southampton, Brighton and Hove Albion, Tranmere Rovers, Preston North End och Stockport County innan han, 41 år gammal, avslutade sin karriär i Galway United. Frank var även med och gästspelade för dåvarande division 6-klubben Skoftebyns IF under Slusscupen år 1978 där han drog en stor publik. Frank sågs ofta i Trollhättan flera somrar efter denna händelse. 
Worthington spelade 757 proffsmatcher i England och gjorde 234 mål. Han gjorde åtta landskamper (2 mål) för England 1974. 
Worthington har även skrivit en självbiografi, "One Hump Or Two".
Worthington är bäst ihågkommen för sitt konstmål i en mach för Bolton, där de mötte Ipswich, den 21 april 1979. Med ryggen mot mål vid målgårdens ytterkant tog han emot bollen. Samtidigt som alla i försvaret var på väg upp kickade Worthington bollen ett par gånger på knät innan han flippade den över sitt eget huvud, vände sig om och sköt en volley otagbar för målvakten.
Fick efter karriären frågan vilken var den bästa klubb han varit i, Worthington svarade blixtsnabbt "Hanöhus Night Club" i Hällevik.